# Landzunge

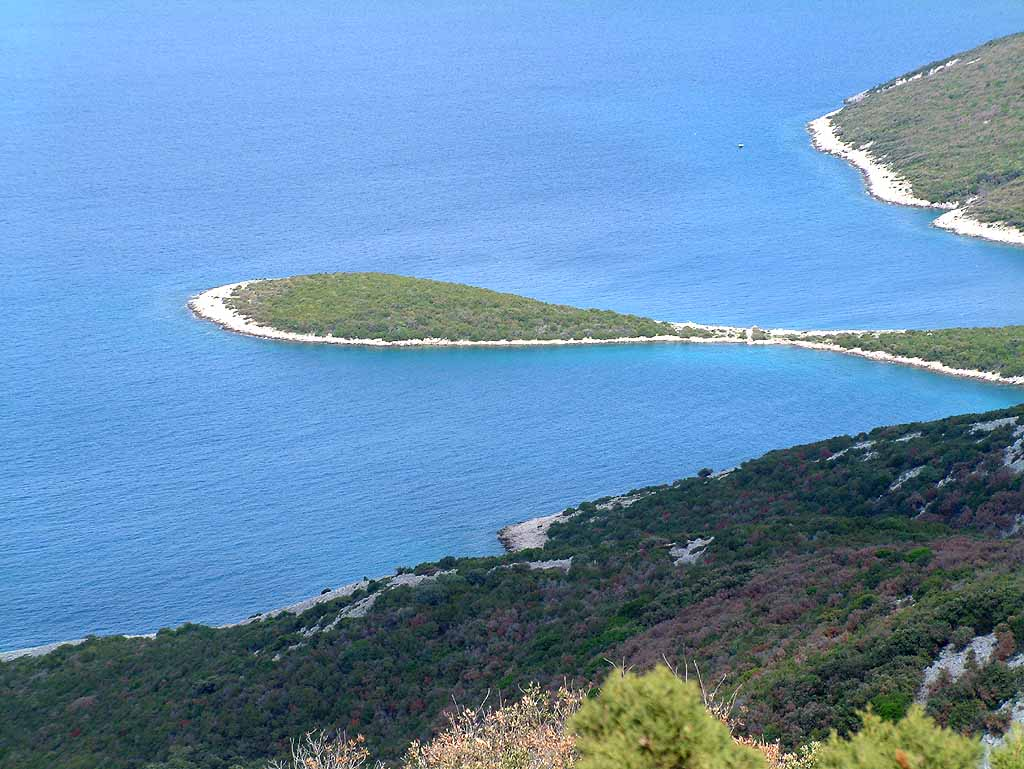
Halbinsel in Form einer Landzunge in Kroatien

Eine Landzunge ist eine spezielle längliche und schmale Form der Halbinsel, deren Verbindung zum Festland nicht schmaler als ihre größte Breite ist. Sie erhält ihren Namen von ihrer Form, welche an eine Zunge erinnert.
Typische Landzungen in Deutschland sind zum Beispiel der etwa 2 km² große, sehr flache Darßer Ort auf der Halbinsel Darß in der Ostsee und der etwa 4 km² große, relativ flache Ellenbogen auf der Insel Sylt in der Nordsee. Aber auch der untypische, 112 km² große und bergige Bodanrück im westlichen Bodensee wurde einmal mit dem Begriff bezeichnet. Aus der Literatur bekannt ist das Windenburger Eck, eine Landzunge des Memeldeltas (Litauen, früher Ostpreußen). 
Noch etwas größer ist in Dänemark die etwa 130 km² große, flache Landzunge Skagens Odde an der Nordspitze Vendsyssels mit der markanten Landspitze Grenen am äußersten Ende, wo Skagerrak und Kattegat zusammenfließen.
Eine typische Landzunge ins Nordpolarmeer ist in Norwegen die dem Nordkap benachbarte, weniger bekannte etwa 4 km² große, felsige, 278 m hohe Knivskjellodden, dessen Spitze den tatsächlich nördlichsten Punkt der Nordkapinsel Magerøya markiert. Weit nördlich auf der Insel Island ragt auch die gut 9 km² große, ebenfalls felsige Landzunge Horn mit Erhebungen bis zu über 500 m ins Nordpolarmeer.